# Viliúisk
Viliúisk (del ruso: Вилю́йск) es una ciudad de Rusia, perteneciente a la república de Sajá. Está situada a unos 600 kilómetros de Yakutsk —la capital de la república—, a orillas del río Vilyuy, mayor afluente del Lena.

## Historia
Viliúisk fue fundada por los cosacos en el año 1634 como asentamiento invernal y era conocida con los nombres de Tyukanskoye o Verkhnevilyuyskoye. En 1783 se construyó una ciudad llamada Olensk y en el año 1821 se renombró como Viliúisk.

## Economía
Su economía se basa en la industria forestal y de la construcción y en menor medida de la extracción de gas natural. La ciudad posee un aeropuerto y un puerto en el río Vilyuy.

## Clima
| Parámetros climáticos promedio de Viliúisk (1991-2020) | Parámetros climáticos promedio de Viliúisk (1991-2020) | Parámetros climáticos promedio de Viliúisk (1991-2020) | Parámetros climáticos promedio de Viliúisk (1991-2020) | Parámetros climáticos promedio de Viliúisk (1991-2020) | Parámetros climáticos promedio de Viliúisk (1991-2020) | Parámetros climáticos promedio de Viliúisk (1991-2020) | Parámetros climáticos promedio de Viliúisk (1991-2020) | Parámetros climáticos promedio de Viliúisk (1991-2020) | Parámetros climáticos promedio de Viliúisk (1991-2020) | Parámetros climáticos promedio de Viliúisk (1991-2020) | Parámetros climáticos promedio de Viliúisk (1991-2020) | Parámetros climáticos promedio de Viliúisk (1991-2020) | Parámetros climáticos promedio de Viliúisk (1991-2020) |
| Mes                                                    | Ene.                                                   | Feb.                                                   | Mar.                                                   | Abr.                                                   | May.                                                   | Jun.                                                   | Jul.                                                   | Ago.                                                   | Sep.                                                   | Oct.                                                   | Nov.                                                   | Dic.                                                   | Anual                                                  |
| ------------------------------------------------------ | ------------------------------------------------------ | ------------------------------------------------------ | ------------------------------------------------------ | ------------------------------------------------------ | ------------------------------------------------------ | ------------------------------------------------------ | ------------------------------------------------------ | ------------------------------------------------------ | ------------------------------------------------------ | ------------------------------------------------------ | ------------------------------------------------------ | ------------------------------------------------------ | ------------------------------------------------------ |
| Temp. máx. abs. (°C)                                   | -0.4                                                   | -2.0                                                   | 10.1                                                   | 18.6                                                   | 30.4                                                   | 36.5                                                   | 37.8                                                   | 36.0                                                   | 27.7                                                   | 18.0                                                   | 3.7                                                    | -2.1                                                   | 37.8                                                   |
| Temp. máx. media (°C)                                  | -30.7                                                  | -25.1                                                  | -11.0                                                  | 2.0                                                    | 12.0                                                   | 22.6                                                   | 25.4                                                   | 20.8                                                   | 10.8                                                   | -3.2                                                   | -21.1                                                  | -31.1                                                  | -2.4                                                   |
| Temp. media (°C)                                       | -34.4                                                  | -30.1                                                  | -18.1                                                  | -4.4                                                   | 6.4                                                    | 16.3                                                   | 19.2                                                   | 14.8                                                   | 5.8                                                    | -6.8                                                   | -24.9                                                  | -34.5                                                  | -7.6                                                   |
| Temp. mín. media (°C)                                  | -38.0                                                  | -34.6                                                  | -25.0                                                  | -11.2                                                  | 0.5                                                    | 9.9                                                    | 13.2                                                   | 9.1                                                    | 1.4                                                    | -10.3                                                  | -28.5                                                  | -37.8                                                  | -12.6                                                  |
| Temp. mín. abs. (°C)                                   | -60.9                                                  | -58.0                                                  | -50.0                                                  | -40.2                                                  | -23.0                                                  | -5.3                                                   | 0.0                                                    | -6.3                                                   | -15.4                                                  | -39.8                                                  | -52.7                                                  | -57.9                                                  | -60.9                                                  |
| Precipitación total (mm)                               | 13                                                     | 11                                                     | 10                                                     | 11                                                     | 26                                                     | 35                                                     | 52                                                     | 43                                                     | 33                                                     | 25                                                     | 19                                                     | 14                                                     | 292                                                    |
| Nevadas (cm)                                           | 37                                                     | 43                                                     | 45                                                     | 32                                                     | 3                                                      | 0                                                      | 0                                                      | 0                                                      | 0                                                      | 6                                                      | 21                                                     | 30                                                     | 217                                                    |
| Días de lluvias (≥ 1 mm)                               | 0                                                      | 0                                                      | 0.1                                                    | 3                                                      | 11                                                     | 14                                                     | 13                                                     | 13                                                     | 15                                                     | 5                                                      | 0.1                                                    | 0                                                      | 74.2                                                   |
| Días de nevadas (≥ 1 mm)                               | 21                                                     | 20                                                     | 15                                                     | 11                                                     | 6                                                      | 0.2                                                    | 0                                                      | 0.1                                                    | 6                                                      | 23                                                     | 21                                                     | 20                                                     | 143.3                                                  |
| Horas de sol                                           | 16                                                     | 95                                                     | 204                                                    | 267                                                    | 290                                                    | 317                                                    | 342                                                    | 252                                                    | 153                                                    | 83                                                     | 44                                                     | 5                                                      | 2068                                                   |
| Humedad relativa (%)                                   | 74                                                     | 75                                                     | 68                                                     | 58                                                     | 54                                                     | 55                                                     | 60                                                     | 66                                                     | 71                                                     | 77                                                     | 77                                                     | 75                                                     | 67.5                                                   |
| Fuente n.º 1: Погода и климат                          |                                                        |                                                        |                                                        |                                                        |                                                        |                                                        |                                                        |                                                        |                                                        |                                                        |                                                        |                                                        |                                                        |
| Fuente n.º 2: NOAA (Horas de sol, 1961-1990)           |                                                        |                                                        |                                                        |                                                        |                                                        |                                                        |                                                        |                                                        |                                                        |                                                        |                                                        |                                                        |                                                        |